# Dolné Obdokovce
Dolné Obdokovce és un poble i municipi d'Eslovàquia. Es troba a la regió de Nitra, al sud-oest del país. El 2022 tenia una població estimada de 1.142 habitants.

## Demografia
| Godina             | 1994 | 2004 | 2014   | 2024   |
| ------------------ | ---- | ---- | ------ | ------ |
| Nombre de persones | 1111 | 1111 | 1193   | 1130   |
| Diferència         |      | +0%  | +7,38% | −5,28% |

| Godina             | 2023 | 2024   |
| ------------------ | ---- | ------ |
| Nombre de persones | 1136 | 1130   |
| Diferència         |      | −0,52% |